# Ivan Drašković
Ivan II Drašković, hrvaški plemič, * 1550, † 1613.
Med letoma 1595 in 1608 je bil ban Hrvaške.